# Kakanpur
Kakanpur (en népalais : कनकपूर) est un comité de développement villageois du Népal situé dans le district de Rautahat. Au recensement de 2011, il comptait 10 023 habitants.